# Stories of Our Lives
Pour plus de détails, voir Fiche technique et Distribution.
Stories of Our Lives est un film kényan réalisé par Jim Chuchu, sorti en 2014. Créé par un collectif d'artistes de Nairobi, il s'agit du regroupement de cinq courts métrages sur la condition de vie des personnes LGBT au Kenya.

## Synopsis

### Ask Me Nicely
Deux adolescentes sortent ensemble en secret. L'une d'elles trompe l'autre avec un garçon de hasard, et l'autre la quitte.

### Run
Un homme découvre un bar gay. Lorsqu'il en sort, il tombe sur un de ses amis qui l'insulte, et le premier homme doit fuir ses coups.

### Athman
Un employé de ferme est amoureux de son collègue. Il parle de ses sentiments, mais son collègue veut seulement qu'ils restent amis. 

### Duet
Un Anglais en voyage d'affaires engage un prostitué kényan.

### Each Night I Dream
Apprenant le durcissement des lois anti-homosexualité, une jeune femme imagine les moyens de fuir avec sa compagne.

## Récompenses
- Berlinale 2015 : Teddy Award du jury pour Jim Chuchu[1]

## Autour du film
L'organisme de classification cinématographique du Kenya a interdit la distribution et la projection de ce film pour le motif qu'il « fait la promotion de l'homosexualité, ce qui est contraire aux normes et aux valeurs de notre nation ».